# Messier 66
Messier 66 sau M66 este o galaxie spirală intermediară.

## Imagini

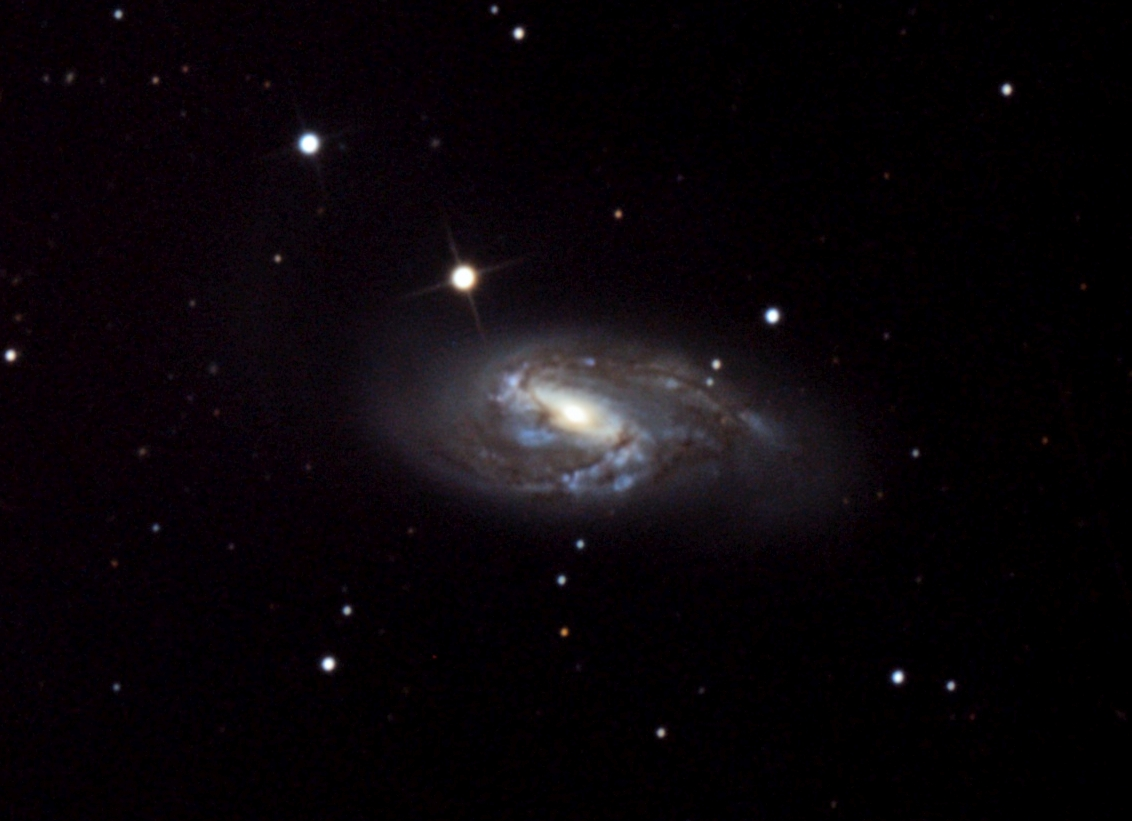
Galaxia M66, fotografiată cu echipament pentru amatori